# Carlos Correa
Carlos Javier Correa Jr. (Ponce, 22 settembre 1994) è un giocatore di baseball portoricano che gioca nel ruolo di interbase.

## Carriera

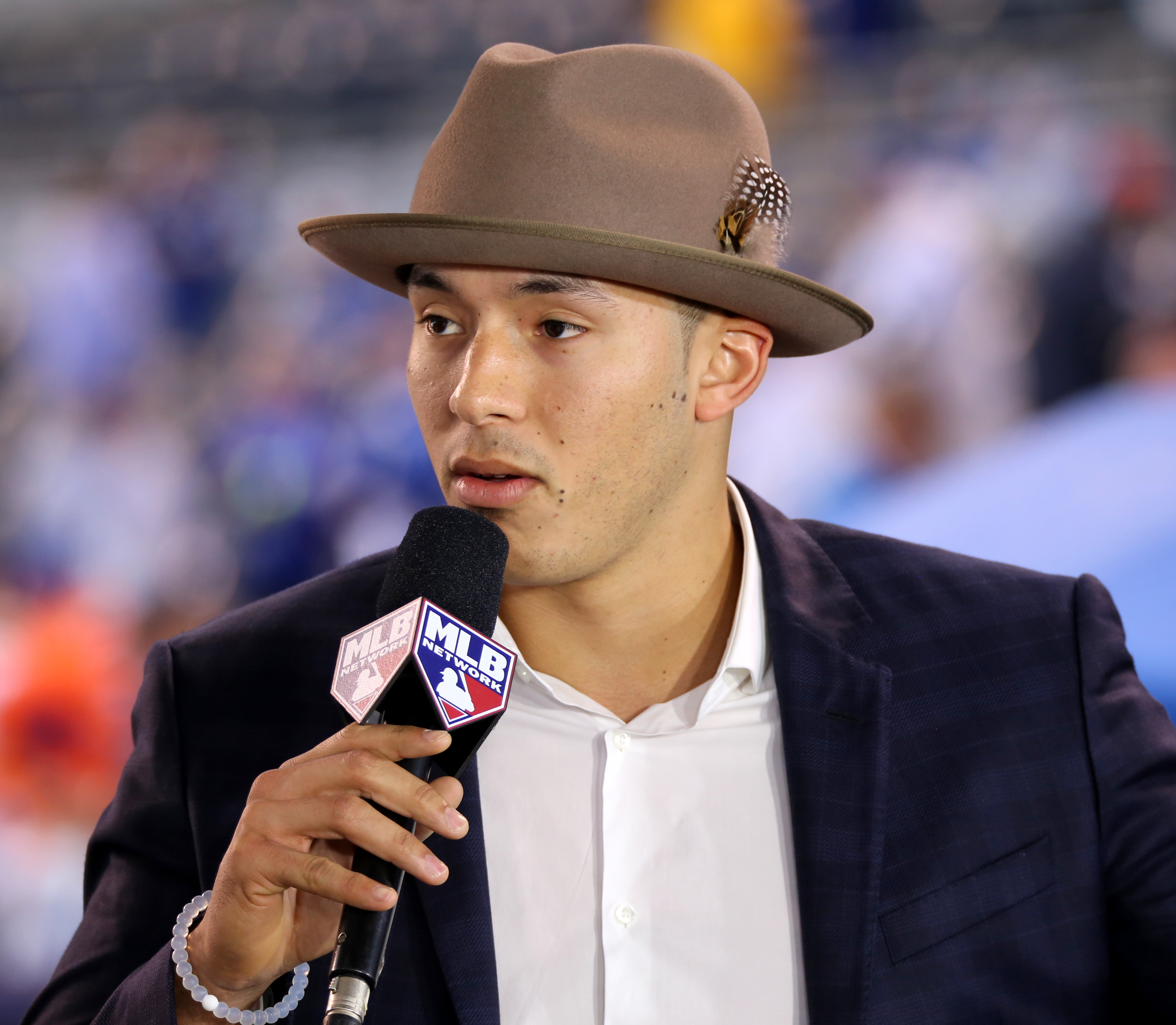
Correa nel 2015

Correa fu scelto come primo assoluto nel draft 2012 dagli Houston Astros. Debuttò l'8 giugno 2015, al U.S. Cellular Field di Chicago contro i Chicago White Sox, facendo registrare una valida e un punto battuto a casa (RBI). Il giorno successivo batté il suo primo fuoricampo. Fu il secondo giocatore più giovane dell'ultimo secolo (dopo Rickey Henderson) a rubare tre basi nelle sue prime nove partite e stabilì diversi record di franchigia tra cui il maggior numero di valide nelle prime dieci partite (14) e doppi nelle prime 20 partite (9). Il ottobre 2015, Correa divenne il più giovane interbase a battere un home run nei playoff e il secondo più giovane giocatore della storia a battere più di un fuoricampo nella stessa gara di playoff.  A fine anno fu premiato come Rookie dell'anno dell'American League, il primo giocatore degli Astros a ricevere tale riconoscimento dopo Jeff Bagwell nel 1991.
Correa iniziò la stagione 2016 diventando il più giovane giocatore della storia degli Astros a battere un fuoricampo nel giorno di apertura.
Il 2 luglio 2017, Correa fu convocato come titolare per il primo All-Star Game della carriera. Il 6 ottobre batté il suo primo fuoricampo dei playoff 2017 contro i Boston Red Sox in gara 2 delle American League Division Series. Due giorni dopo batté il secondo e il 14 ottobre il terzo contro i New York Yankees in gara 2 delle American League Championship Series.  Correa e l'attacco degli Astros disputarono delle gare sottotono nel mezzo della serie, perdendo tutte le tre disputate allo Yankee Stadium. Houston vinse però gara 7 per 4−0, qualificandosi per le World Series 2017 contro i Los Angeles Dodgers. Gli Astros vinsero la serie in sette partite, conquistando il primo titolo in 56 anni di storia. Divenne free agent al termine della stagione 2021.
Il 22 marzo 2022, Correa firmò un contratto triennale dal valore complessivo di 105.3 milioni di dollari con i Minnesota Twins. A fine stagione decise di svincolarsi con due anni di anticipo rispetto alla scadenza, sfruttando una clausola di uscita prevista dal contratto.
Il 14 dicembre 2022 venne riportato un suo approdo ai San Francisco Giants, tuttavia il contratto (che i media quantificarono in 350 milioni di dollari in 13 anni) non diventò mai ufficiale poiché a poche ore dalla presentazione i Giants rinviarono l'evento per via di alcune preoccupazioni nate a seguito dei test fisici effettuati dal giocatore. Correa strinse dunque un accordo con i New York Mets, ma anche in questo caso fu l'esito delle visite mediche a causare una rinegoziazione dei termini originali (riportati in 315 milioni in 12 anni).

## Palmarès

### Club
- World Series: 1

Houston Astros: 2017

### Individuale
- MLB All-Star: 2

2017, 2021
- Esordiente dell'anno dell'American League:

2015
- Guanto d'oro: 1

2021
- Giocatore del mese: 1

AL: maggio 2017
- Esordiente del mese: 1

AL: giugno 2015
- Giocatore della settimana: 3

AL: 26 giugno e 14 agosto 2016, 1º ottobre 2017

### Nazionale
- World Baseball Classic:  Medaglia d'Argento

Team Porto Rico: 2017